# Luftschacht Rote Fuhr
Der Luftschacht Rote Fuhr ist ein Wetterschacht im Dortmunder Stadtteil Grevel.
Die Schachtanlage wurde in den Jahren 1925–1927 für die Zeche Preußen II von der Harpener Bergbau AG abgeteuft. Nach der Stilllegung des Bergwerks wurde die Wetteranlage von der Zeche Gneisenau weiterbetrieben. 
Die Anlage steht seit 1989 unter Denkmalschutz, verfiel jedoch sehr schnell. Große Teile der Anlage wurden daher 1998 abgerissen, nur das in Stahlbetonbauweise errichtete und mit Ziegeln verkleidete Schachtgerüst blieb erhalten, wurde restauriert und zu einem Schulungs- und Bildungszentrum mit dem thematischen Schwerpunkt „Ökologischer Garten- und Landschaftsbau“ umgebaut. Er ist Sitz der sozialen Stadtteilinitiave Neuer Lernort und des Freien Bildungswerks in Dortmund-Scharnhorst. 
Der Luftschacht Rote Fuhr ist als Baudenkmal in die Denkmalliste der Stadt Dortmund eingetragen und Teil der Route der Industriekultur.